# Marceline Loridan-Ivens

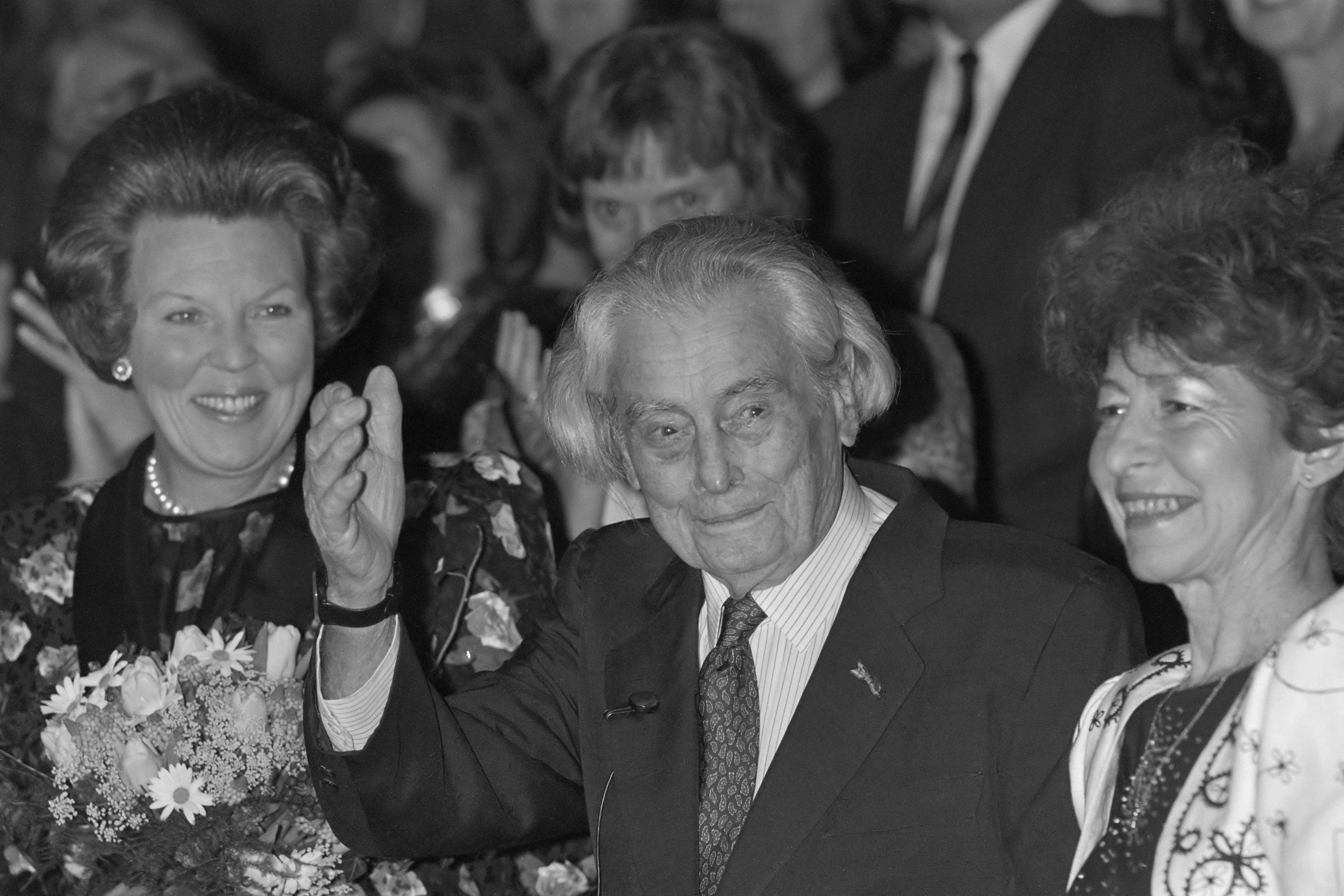
Beatrix av Nederländerna, Joris Ivens och Marceline Loridan-Ivens vid Filmfestival Rotterdam, 1989.

Marceline Loridan-Ivens, född Rozenberg 19 mars 1928 i Épinal i Frankrike, död 18 september 2018 i Paris, var en fransk författare, dokumentärfilmare, skådespelare och förintelseöverlevare.

## Biografi
Marceline Loridan-Ivens föddes 1928 som Marceline Rozenberg, det tredje barnet i en syskonskara av fem. Föräldrarna var immigranter från Polen och fadern, Szlhama Froim Rozenberg, öppnade en liten tröjfabrik medan modern startade affär. När Andra världskriget kom och tyskarna gick in i Frankrike flydde familjen söderut och bosatte sig i regionen Vaucluse. 1944 fängslades Marceline Loridan-Ivens tillsammans med sin far och de togs till koncentrationsläger i Polen, fadern till Auschwitz och hon till Birkenau. Hon fick fångnummer 78750 intatuerat på vänstra armen. På tåget till Auschwitz träffade hon Simone Veil och de kom att bli vänner för livet.
Efter kriget försökte hon vid två tillfällen att ta livet av sig, har Loridan-Ivens själv berättat. Två av hennes syskon begick självmord. Loridan-Ivens kunde inte känna sig bekväm med sin egen kropp efter tiden i koncentrationsläger och under en lång tid kom hon att förknippa avklädande med död och Josef Mengele.
Marceline Loridan-Ivens gifte sig efter återkomsten till Frankrike med ingenjören Francis Loridan, men giftermålet kom att bli kortvarigt, dock behöll hon hans efternamn då hon ville fjärma sig från sitt förflutna. Hon bodde i Paris och kom genom Edgar Morin och Jean Rouch i kontakt med filmvärlden då hon deltog i inspelningen av Den sommaren (Chronique d'un été) och hon fortsatte sedan att engagera sig inom film livet ut. Hon gjorde flera filmer tillsammans med sin andre man, Joris Ivens, bland annat om Vietnam och Kina.
Sitt sista årtionde ägnade Marceline Loridan-Ivens åt att skriva tre böcker och turnera i skolor och ge intervjuer om sin tid i koncentrationslägren och sin oro över den framväxande antisemitismen i Frankrike.
Marceline Loridan-Ivens näst sista bok, Och du kom inte tillbaka, kom på svenska 2018 och handlar om hur hon och hennes far togs till Auschwitz. Den är skriven som ett brev till fadern, som dog i koncentrationslägret. Boken blev en bästsäljare och har översatts till flera språk.

## Priser och utmärkelser
- Césarpriset för bästa kortdokumentär för Une histoire de ballon, lycée n° 31 Pékin, 1977.[7]
- Lilac Academy Award, 2015.
- Prix Jean-Jacques Rousseau för Och du kom inte tillbaka, 2015.[8]

## Filmografi
Regi
- Algéria Année Zero (1962, som medregissör)
- Le 17e parallèle: La guerre du peuple (1968)
- Comment Yukong déplaça les montagnes (1976)
- Une histoire de ballon (1976)
- Les ouigours (1977)
- Les kazaks (1977)
- La petite prairie aux bouleaux (2003)

Skådespelare
- Golem, l'esprit de l'exil (1992)
- Peut-être (1999)
- Leve kärleken (Éloge de l'amour, 2001)
- La fabrique des sentiments (2008)
- Les bureaux de Dieu (även under titeln God's Offices, 2008)
- Les beaux jours (även under titeln Bright Days Ahead, 2013)

Som sig själv (urval)
- Den sommaren (Chronique d'un été, 1961)
- Le peuple et ses fusils (1970)
- En historia om vinden (Une histoire de vent, 1988)
- Comme un juif en France, dans la joie ou la douleur (2007)
- Un été +50 (2011)
- The Camera That Changed the World (2011)
- Reprendre l'été (2017)
- La vie balagan de Marceline Loridan-Ivens (2018)